# Austroneaera tangaroa
Austroneaera tangaroa is een tweekleppigensoort uit de familie van de Cuspidariidae. De wetenschappelijke naam van de soort is voor het eerst geldig gepubliceerd in 2002 door B. A. Marshall.